# パークライフ
『パークライフ』（Parklife）は、1994年にリリースされたイギリスのオルタナティヴ・ロックバンド、ブラーのサード・アルバム。全英1位を獲得、90週にもわたりチャート40位圏内に残り続けるなど120万枚を売った。「ガールズ&ボーイズ」「トゥー・ジ・エンド」「パークライフ」「エンド・オブ・ア・センチュリー」がシングルカットされている。
1990年代のイギリスに沸き起こった国民的音楽ムーブメント、ブリットポップ・ブームのまさに火点け役・代表格となったアルバムであり、イギリスではクオドラプル・プラチナに認定されている。1995年のブリット・アワードではオアシスの『オアシス』などを退けてベスト・アルバム賞他、史上最多となる4部門を受賞した。

## 解説
前作『モダン・ライフ・イズ・ラビッシュ』で未使用に終わったデモソングもこのアルバムに使われている。
メンバーは最終的な仕上がりに大いに満足したが、所属していたフード・レコードのオーナーであるデヴィッド・バルフは作品にいい顔をしなかった。バルフはフード・レコードをEMIに売却してしまったが、作品は皮肉にもイギリスの音楽業界の歴史を塗り替えるほどの、空前の大ヒットを記録することになる。
デーモン・アルバーンは1994年、1995年のNMEにおいて、「僕にとって『パークライフ』は、曖昧ないくつかの違ったストーリーの集まりみたいに思えるんだ。そして、それはアルバム全体を覆う大きなコンセプトさ」、「アルバムは、ラガービールや大麻吸引の素晴らしき旅でもあり、世界を思った憂鬱でもあり、煩わしい洗濯物の事でもあり、昨日フラれたすべての人に捧げる歌でもあり、単純かつ素晴らしい家庭愛でもあるのさ」と語っている。
「ガールズ&ボーイズ」の打ち込みや、「パークライフ」のフィル・ダニエルズの語りなど、収録曲のバリエーションは目覚ましく、独特なコード進行や転調も多い。また、前作とは異なりギター、ベース、ドラムに限らず多くの楽器や電子音が使用されている。
前作同様、ブックレットには収録曲のコードが記されている。

## 収録曲
特筆のない限り、作詞・アルバーン、作曲・アルバーン、グレアム・コクソン、アレックス・ジェームス、デイヴ・ロウントゥリー
1. ガールズ&ボーイズ - "Girls & Boys" – 4分51秒
120BPMのチープなディスコ風のリズムに、アレックスの弾く特徴的なベース・ラインが乗り、延々とAメロを繰り返しながら進行するダンス・チューン。リリース前よりBBCラジオ1をはじめ主要ラジオ局で大量のエアプレイを獲得し、バンドとしてシングル過去最高の全英5位を記録。この曲によってイギリスはもとより欧州圏全体でのブレイクを確固たるものとした。
ペット・ショップ・ボーイズ（PSB）によるリミックスも制作され、のちにPSBもライブで同曲のカヴァーを披露した。
2. トレイシー・ジャックス - "Tracy Jacks" – 4分20秒
3. エンド・オブ・ア・センチュリー - "End of a Century" – 2分45秒
シングル曲。後の「ルック・インサイド・アメリカ」（1997年）の曲調に通じるようなバラード曲。デーモンのフラット(集合住宅)にアリの大群が押し寄せてきた「事件」が基となっている。現在のライブでも好んで演奏される。作曲した当時メンバーは20代であり、歌詞に「30歳に向けて(to thirty)」という一節があるが、現在のライブでは「50歳(to fifty)」と歌詞を変えて歌っている。
4. パークライフ - "Parklife" – 3分05秒
ヴァージン・ラジオが発表した「過去10年間で最も重要な曲ベスト100」の8位にランクイン[2]。コックニー訛りのナレーションを表現するため、モッズ映画『さらば青春の光』で主役を演じた俳優フィル・ダニエルズをゲスト･ボーカルに迎えている。明るい曲調の中に、英国風のシニカルなユーモアに溢れた、ブリットポップムーヴメントを象徴する一曲として知られる。
5. バンク・ホリディ - "Bank Holiday" – 1分42秒
6. バッドヘッド - "Badhead" – 3:25秒
7. ザ・デブト・コレクター - "The Debt Collector" – 2分10秒
ライブのSEで使用されることも多い。
8. ファー・アウト - "Far Out" – 1分41秒
アレックスが作詞をし、ヴォーカルも務めている。
9. トゥー・ジ・エンド - "To the End" – 4分05秒
シングル曲。フレンチ・ポップス風のバラード。アルバム版にはステレオラブのレティシア・サディエールが参加。フランスではフランソワーズ・アルディとデーモンがデュエットしたバージョンもリリースされた。デーモンがフランス語で歌う箇所もある。
10. ロンドン・ラヴズ - "London Loves" – 4分15秒
アルバム・リリース時のライブでもほとんど演奏されなかった曲であったが、2012年のロンドン・オリンピック閉会記念コンサートの際、「ロンドン」にちなんでライブ演奏された。
11. トラブル・イン・ザ・メッセージ・センター - "Trouble in the Message Centre" – 4分09秒
12. クローヴァー・オーヴァー・ドーヴァー - "Clover Over Dover" – 3分22秒
13. マジック・アメリカ - "Magic America" – 3分38秒
14. ジュビリー - "Jubilee" – 2分47秒
15. ディス・イズ・ア・ロウ - "This Is a Low" – 5分07秒
アルバム製作の中で最初に録音された曲。「エンド・オブ・ア・センチュリー」とどちらをシングルカットをするか、最後まで検討された。結局シングルリリースはされなかったが、ベスト・アルバムに収録されたり、ライブにおいてセットリストの最後に演奏されることの多いメンバーお気に入りの曲。デーモンが、アレックスからプレゼントされた、海図がプリントされたハンカチをヒントにして作ったというその歌詞は、イギリス本土に様々な災害をもたらす「低気圧(Low)」について唄われており、詩の中にはビスケー湾やドッガーバンク、国内を流れる河川など実在の地名が登場する。
16. ロット・105 - "'Lot 105" – 1分17秒